# Aremi Fuentes Zavala
Pour les articles homonymes, voir Fuentes et Zavala.
Aremi Fuentes Zavala, née le 23 mai 1993 à Tonalá (Mexique), est une haltérophile mexicaine, médaillée de bronze olympique en moins de 76 kg en 2020 à Tokyo.

## Carrière
Aremi Fuentes Zavala est médaillée de bronze dans la catégorie des moins de 63 kg aux Jeux olympiques de la jeunesse d'été de 2010 à Singapour. Elle est ensuite médaillée de bronze en moins de 69 kg aux Jeux panaméricains de 2011 à Guadalajara.
Elle remporte deux médailles de bronze en moins de 69 kg, à l'arraché et à l'épaulé-jeté, aux Jeux d'Amérique centrale et des Caraïbes de 2014 à Veracruz. Elle est ensuite médaillée de bronze en moins de 69 kg aux Jeux panaméricains de 2015 à Toronto.
Aux Championnats panaméricains d'haltérophilie, elle est médaillée de bronze au total en moins de 75 kg en 2016 à Carthagène des Indes, médaillée de bronze à l'arraché et au total en moins de 75 kg en 2017 à Miami, triple médaillée d'argent en 2018 à Saint-Domingue dans la même catégorie et médaillée de bronze à l'arraché en moins de 76 kg en 2020 à Saint-Domingue.
Aux Jeux d'Amérique centrale et des Caraïbes de 2018, elle est médaillée d'or à l'arraché et médaillée  d'argent à l'épaulé-jeté dans la catégorie des moins de 75 kg.
Elle est médaillée de bronze à l'épaulé-jeté dans la catégorie des moins de 76 kg aux Championnats du monde d'haltérophilie 2019 à Pattaya et médaillée d'argent au total aux Jeux panaméricains de 2019 à Lima.
Aux Jeux olympiques d'été de 2020, elle remporte le bronze en moins de 76 kg avec 245 kg au total derrière l'Équatorienne Neisi Dajomes et l'Américaine Katherine Nye.